# Swico
Swico (Abkürzung für Schweizerischer Wirtschaftsverband der Informations-, Kommunikations- und Organisationstechnik) ist ein Schweizer Wirtschaftsverband mit Sitz in Zürich.
Swico ist der Wirtschaftsverband der ICT- und Online-Branche und vertritt die Interessen von Unternehmen und Startups in Politik, Wirtschaft und Gesellschaft. Seine über 700 Mitglieder beschäftigen 56‘000 Mitarbeitende und erwirtschaften jährlich einen Umsatz von 40 Milliarden Franken. Sie decken alle Wertschöpfungsstufen digitaler Geschäftsmodelle ab und umfassen insbesondere Hardware, Software, Hosting, IT-Services, Consulting, Digitalmarketing und -kommunikation. Dazu gesellen sich stark digital ausgerichtete Branchen wie die Heimelektronik, die Foto-, Film- und Druckbranche.
Swico betreibt das nationale Rücknahmesystem für ausrangierte Elektro- und Elektronikgeräte aus den Bereichen Informatik, Unterhaltungselektronik, Büro, Kommunikation, grafische Industrie sowie Mess- und Medizinaltechnik. Mit der im Kaufpreis inbegriffenen vorgezogenen Recyclinggebühr werden das Sammeln, der Transport sowie die fachgerechte Demontage der Geräte und die Entsorgung der Schadstoffe finanziert.
Seit Mai 2019 ist die Zürcher Politikerin Judith Bellaïche Geschäftsführerin von Swico.
An der Generalversammlung 2022 wurde Adrian Müller zum neuen Präsidenten gewählt.

## Welcome to Sodom
Swico hat im August 2018 einen 10vor10-Beitrag beanstandet. In der Sendung wurde der neu erschienene Dokumentarfilm Welcome to Sodom vorgestellt, welcher jedoch zu Recht den Eindruck erweckte, dass Elektronikschrott auch aus der Schweiz auf der Elektronikschrottverarbeitung in Agbogbloshie landet.